# Flight Duty Regulations
Die Flight Duty Regulations (dt. Arbeitszeitregelungen für Flugzeugbesatzungen, FDR) sind ein Regelwerk, welches die maximal zulässige Arbeitszeit von Flugzeugbesatzungsmitgliedern pro Zeiteinheit definiert. Die FDR werden vom Berufsverband und der Airline ausgehandelt, ähnlich einem  Gesamtarbeitsvertrag.
Im Falle des Swissair-Groundings mussten Mitte 2001 viele Flugzeugbesatzungen stundenlang in ihren eigentlich startbereiten Flugzeugen auf eine Flugerlaubnis seitens ihrer Airline warten. Die Fluggesellschaft war zu diesem Zeitpunkt illiquide und konnte die fälligen Treibstoffkosten nicht begleichen.  Durch die Wartezeiten wäre es während des anschließenden Fluges zur Überschreitung der in den FDR geregelten Zeiten gekommen. Deshalb musste der Flugbetrieb der Swissair am 2. Oktober 2001 um 15:45 Uhr schließlich ganz eingestellt werden.